# Drachenberg (Berlin)
Der Drachenberg, auch Drachenfliegerberg oder Kleiner Teufelsberg genannt, ist eine 99 m ü. NHN hohe Erhebung im Bezirk Charlottenburg-Wilmersdorf in Berlin. Er liegt im Ortsteil Grunewald, südlich der Heerstraße und etwa 700 m nordöstlich des Teufelsbergs (120,1 m).

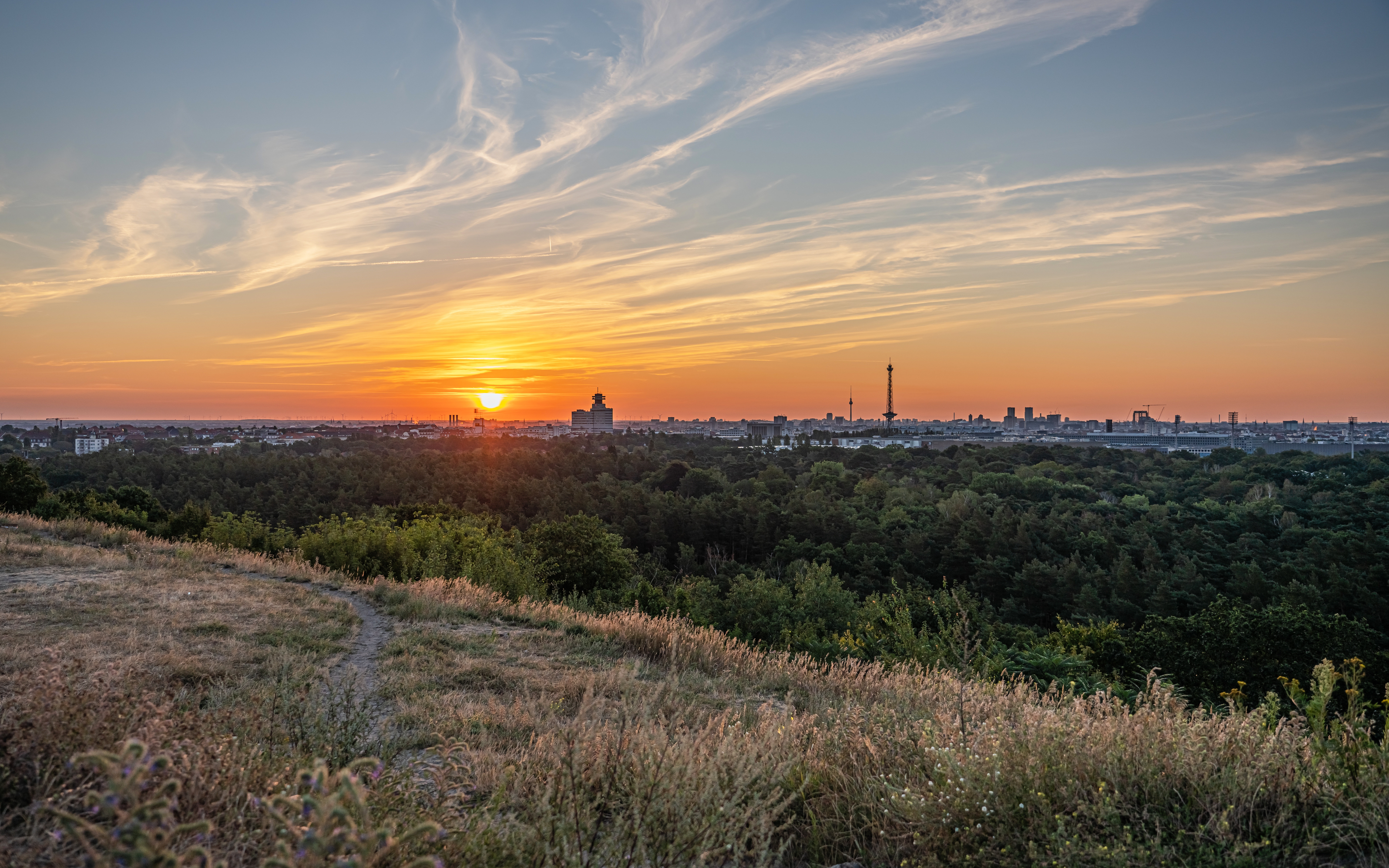
Blick vom Drachenberg auf Berlin bei Sonnenaufgang, mit RBB-Fernsehzentrum und Berliner Funkturm

Der Drachenberg entstand wie der benachbarte Teufelsberg nach dem Zweiten Weltkrieg aus Trümmerschutt. Anders als bei seinem höheren Nachbarn sind seine Hänge im oberen Bereich kahl, sodass die Erhebung Aussichtsmöglichkeiten in alle Richtungen bietet. Die Gipfelregion ist ein ausgedehntes Plateau.
Der Drachenberg ist mit dem Teufelsberg über einen Sattel verbunden, der eine Höhe von 72 m ü. NHN hat.
2006 wurde die Treppe vom Parkplatz südlich der Erhebung zur Kuppe von ABM-Kräften erneuert.